# ProLogis

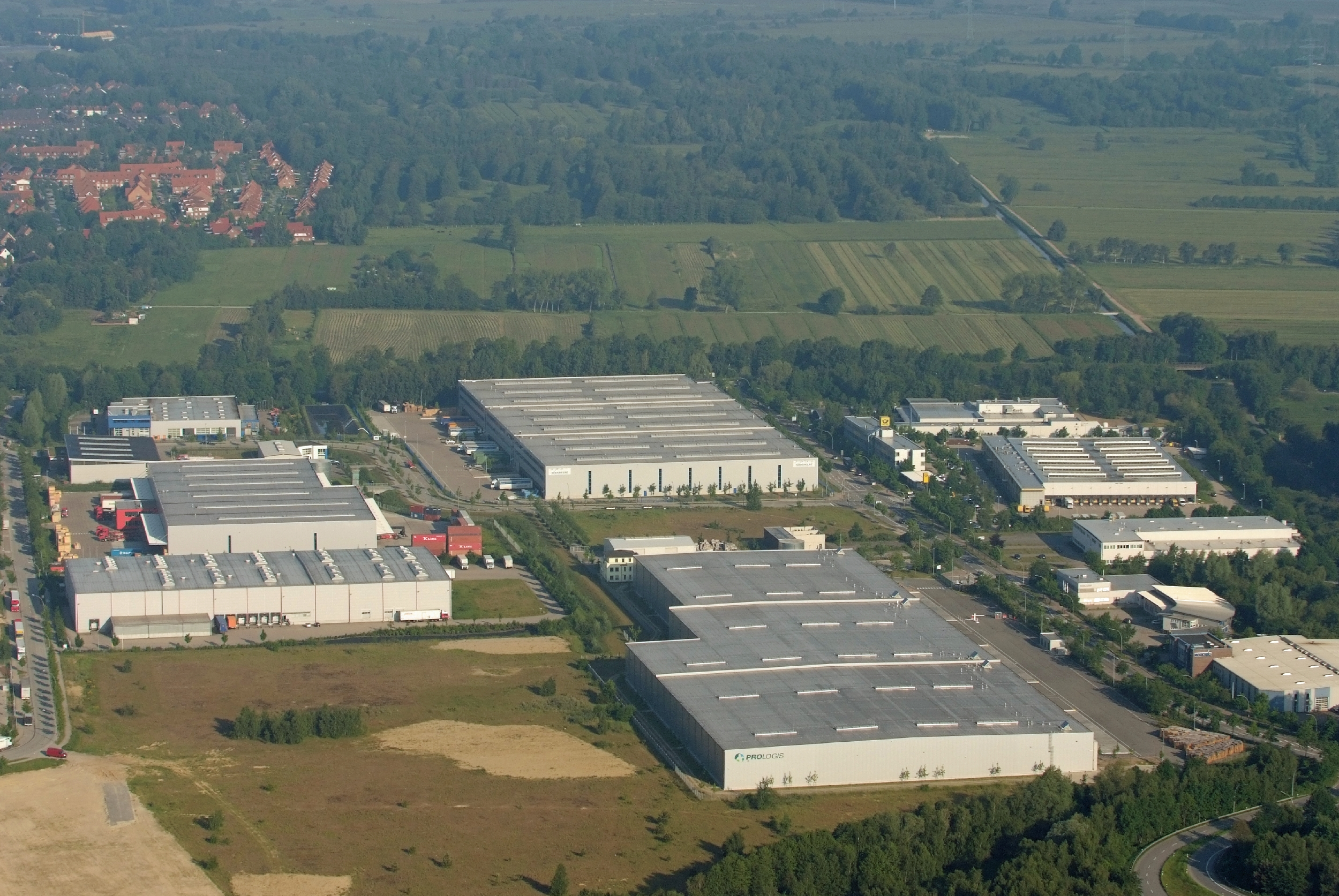
Prologis-Hallen in Hamburg-Heimfeld

Prologis, Inc. ist ein börsennotiertes Immobilienunternehmen in der Rechtsform eines Real Estate Investment Trusts (REIT) und ist als globaler Eigentümer, Betreiber und Entwickler von Logistikimmobilien und als solcher insbesondere in globalen und regionalen Märkten in Nord-, Mittel- und Südamerika sowie in Europa und Asien tätig.
Zum 31. Dezember 2016 besaß bzw. verfügte Prologis, auf konsolidierter Basis oder durch nicht konsolidierte Joint Ventures, über Anteile an Immobilien und Entwicklungsprojekte mit einer erwarteten Fläche von insgesamt über 63 Millionen Quadratmetern in 20 Ländern. Das Immobilienunternehmen vermietet moderne Lagerhäuser und Distributionscenter an über 5.200 Kunden, darunter Unternehmen aus Produktion, Einzelhandel, Transportwesen sowie Kontraktlogistiker und andere Unternehmen. Prologis ist an der Börse in New York im Aktienindex S&P 500 gelistet (NYSE: PLD).
In Deutschland verfügte das Unternehmen zum 30. Juni 2023 über rund 3,2 Millionen Quadratmeter Industrieimmobilienfläche. Als langfristiger Eigentümer von Industrieimmobilien übernimmt Prologis für seine Kunden die Entwicklung der Immobilien und das Property Management. Der Sitz in Deutschland ist Düsseldorf.
Über seine Tätigkeit als Immobilienentwickler hinaus betreibt Prologis auch Marktforschung und veröffentlicht diese in Form des „Industrial Business Indicator“ und des „Prologis Logistics Rent Index“.
Das Geschäft in Japan wird durch eine eigenständige Tochtergesellschaft, Nippon Prologis, betrieben, die ebenfalls als Real Estate Investment Trust notiert ist. Nippon Prologis besitzt 49 Immobilien in  Ballungsräumen wie Tokyo, Nagoya, Fukuoka und Osaka.
Prologis UK betreibt in Daventry ein Bahnterminal für den internationalen Güterverkehr, das an die West Coast Main Line angeschlossen ist. Es wird als DIRFT bezeichnet, was für Daventry International Rail Freight Terminal steht. 2021 wurde auf dem Areal mit dem Bau eines 78.038 m² großen Paketsortierzentrums für die Royal Mail begonnen, das bis 2023 fertiggestellt sein soll.